# Ecomuseo delle risaie, dei fiumi, del paesaggio rurale mantovano
L'Ecomuseo delle risaie, dei fiumi, del paesaggio rurale mantovano è un ecomuseo della provincia di Mantova avente per oggetto statutario le attività lavorative e le tradizioni etnografiche legate ai fiumi Mincio e Po, e alla coltura del riso addivenendo ai propositi della regione Lombardia che istituì gli Ecomusei con la legge regionale 12 luglio 2007 n. 13 allo scopo di valorizzare ed accompagnare nel loro sviluppo la memoria storica, la vita locale, la cultura materiale ed immateriale delle comunità locali.

## Promotori
- Comune di Castel d'Ario
- Comune di Bagnolo San Vito
- Comune di Bigarello
- Comune di Castelbelforte
- Comune di Roncoferraro
- Comune di San Giorgio di Mantova
- Comune di Villimpenta
- Proloco di Castel d'Ario
- Proloco di Bagnolo San Vito
- Proloco di Roncoferraro
- Comitato di manifestazioni di Villimpenta

### Ex promotori
- Comune di Virgilio

## Musei del territorio
- Castello di Castel d'Ario – Piazza Castello – Castel d'Ario
- Museo della civiltà contadina – Via Renolfa – Bagnolo San Vito
- Parco Archeologico del Forcello – Ex Statale Romana 413, Via Valle – comune di Bagnolo San Vito, frazione di San Biagio
- Museo diffuso Conca del Bertazzolo – Via Vittorio Veneto, Governolo – Roncoferraro
- Castello scaligero – Via Tione – Villimpenta

## Percorsi
- Percorso fiumi Mincio e Po – Il vecchio mulino, le chiuse, i manufatti idraulici, le case e le corti golenali
- Percorso Golena del Po - Il bosco fluviale, la sabbiera, le corregge, le spine, le conche, gli argini golenali
- Percorso delle Bonifiche e dei Manufatti Idraulici - Stabilimento idrovoro della Travata, canali, draga
- Percorso delle Corti - La struttura architettonica della corte, i luoghi della vita rurale, i materiali, il lavoro
- La Riserva Naturale Vallazza - Zona umida vasta circa 500 ettari
- Roncoferraro: Corti e ville rustiche
- Sentiero delle Tre Pievi - L'antico lago di Bagnolo, le Pievi di Bagnolo, di Santa Maria Formigada e di Pietole, la città etrusca, le corti e le ville
- Le Corti Virgiliane
- Forte di Pietole
- Percorso del fiume Mincio nel territorio del comune di Roncoferraro